# 1. Hanauer Fußball-Club 1893
Il 1. Hanauer Fußball-Club 1893 è una società sportiva di Hanau in Assia. 

## Storia
Il club fu fondato il 23 marzo 1893 da Ernst Schönfeld, nativo di Berlino, con il nome di "FC Hanau 1893". Nel 1896 cambia denominazione in "1. Hanauer Fußball-Club 1893". 
Durante Pentecoste del 1894, l'Hanau, in quanto club membro esterno della federazione "Deutscher Fußball- und Cricket Bund" (DFuCB), aveva diritto a disputare una partita decisiva per il suo campionato di calcio contro i campioni del girone BFC Viktoria 1889. La federazione voleva che la finale si svolgesse a Berlino, sede del DFuCB, ma l'Hanau volle giocare in casa e non si mise in viaggio, probabilmente anche per motivi economici. Così il titolo fu assegnato al Viktoria 89. Nell'estate del 2007, dopo 113 anni, si è svolta una riedizione simbolica della finale, con andata e ritorno. Il Viktoria vinse 3-0 la partita d'andata, il ritorno finì 1-1.
Dopo la fondazione della federazione "Süddeutscher Fußball-Verband" nel 1897, l'Hanau raggiunse la finale del campionato nel 1902, 1903, 1905 e 1906, ma fu sconfitto in ogni caso dal Karlsruher FV e nel 1906 dal 1. FC Pforzheim. Una curiosità fu la finale del 1905, alla quale l'Hanau non poté partecipare perché solo due giocatori dell'Hanau si erano recati al luogo dell'incontro. Nel 1907, 1908 e 1909, l'Hanau si classificò terzo e nel 1916 quarto nella fase a gironi.
Con l'istituzione della Gauliga nel 1933 l'Hanau poté festeggiare nuovamente buoni risultati. Nel 1935, 1936 e infine nel 1938, l'Hanau si laureò campione della Gauliga Hessen e partecipò alla fase finale del Campionato tedesco, ma non superò mai la fase a gironi. Nel 1939 e nel 1940 arrivò solo secondo nella Gauliga.
Dopo la Seconda Guerra Mondiale, l'Oberliga fu introdotta come nuova massima divisione. L'Hanau disputò alcuni campionati di Landesliga e Bezirksliga (terza e quarta divisione), prima di essere promosso nella II. Division nel 1953. Nel 1956 e nel 1962 guadagnò il quarto posto e mancò entrambe le volte di poco la promozione in Oberliga. Nel 1963, con l'introduzione della Bundesliga, la squadra fu definitivamente retrocessa dalla seconda divisione e l'anno successivo non riuscì nemmeno a rimanere nella Hessenliga. Dal 1966 al 1968 e dal 1973 al 1975, l'Hanau giocò nuovamente in Oberliga. Dopo una nuova promozione nel 1976, l'Hanau raggiunse addirittura la promozione in 2ª Bundesliga nel 1978, ma vi rimase solo per una stagione. Nel 1982, l'Hanau fu anche retrocesso dalla Hessenliga. Nel 1984 l'Hanau riuscì finalmente a tornare in Oberliga, ma dovette abbandonarla nuovamente l'anno successivo. Da allora l'Hanau non ha più giocato in terza divisione. Dal 1963 in poi i migliori piazzamenti dell'Hanau sono stati un quarto posto nel 1977 e nel 1985, un terzo posto nel 1981 e la promozione in 2. Bundesliga nel 1978.
L'Hanau ha vinto la Coppa d'Assia nel 1950 e nel 1978. In Coppa di Germania l'Hanau arrivò i quarti di finale nel 1935, mentre nelle altre sei partecipazioni ha raggiunto al massimo il secondo turno. L'ultima partecipazione alla Coppa di Germania fu nel 1980.
Negli anni Novanta, l'Hanau arrivò a disputare campionati minori e in seguito oscillò per alcuni anni tra la Kreisoberliga e la Gruppenliga. Nel 2015, 2017 e 2019 centrò tre promozioni arrivando nuovamente a giocare in Hessenliga, campionato di quinta divisione.

## Giocatori
- Heinrich Sonnrein (1930-41)
- Daniyel Cimen
- Ervin Skela (2014-19)
- Michael Fink[4]
- Khaibar Amani (2018-19)

## Statistiche e record
| Livello | Categoria       | Partecipazioni | Debutto   | Ultima stagione | Totale |
| ------- | --------------- | -------------- | --------- | --------------- | ------ |
| 1º      | Nordkreisliga   | 4              | 1919-1920 | 1922-1923       | 25     |
| 1º      | Mainbezirksliga | 10             | 1923-1924 | 1932-1933       | 25     |
| 1º      | Gauliga         | 11             | 1933-1934 | 1943-1944       | 25     |
| 2º      | II. Division    | 9              | 1953-1954 | 1962-1963       | 10     |
| 2º      | 2. Bundesliga   | 1              | 1978-1979 | 1978-1979       | 10     |
| 3º      | Landesliga      | 5              | 1945-1946 | 1952-1953       | 18     |
| 3º      | Hessenliga      | 11             | 1960-1961 | 1981-1982       | 18     |
| 3º      | Oberliga        | 2              | 1984-1985 | 1985-1986       | 18     |
| 4º      | Bezirksliga     | 4              | 1947-1948 | 1964-1965       | 14     |
| 4º      | Gruppenliga     | 7              | 1965-1966 | 1975-1976       | 14     |
| 4º      | Landesliga      | 10             | 1982-1983 | 1986-1987       | 14     |